# Petr Házl
Petr Házl (* 29. srpna 1971, Litoměřice, Československo) je bývalý československý házenkář. Po skončení aktivní kariéry působí jako trenér.
S týmem Československa hrál na letních olympijských hrách v Barceloně v roce 1992, kde tým skončil na 9. místě. Nastoupil v 5 utkáních a dal 4 góly. Na klubové úrovni začínal v Lovosicích, hrál za Duklu Praha a dlouhodobě působil v Německu, kde hrál za EHV Aue, MT Melsungen, TuS N-Lübbecke, ASV Hamm a ESV Lokomotive Pirna. Byl vyhlášen nejlepším českým házenkářem roku 1995 a 1996. V reprezentaci nastoupil ve 127 utkáních.